# De imperio Cn. Pompei
L'Oratio pro lege Manilia de imperio Cn. Pompei (Orazione in difesa della Legge Manilia sul supremo comando di Gneo Pompeo), meglio nota semplicemente come Pro lege Manilia o De imperio Cn. Pompei, è la prima orazione politica pronunciata dall'oratore romano Marco Tullio Cicerone (66 a.C.), a difesa della Lex Manilia, che affidava il supremo comando a Gneo Pompeo nella guerra contro Mitridate VI, re del Ponto, e Tigrane II.

## Contesto storico
Nel 66 a.C., Cicerone pronunciò il suo primo discorso politico, Pro lege Manilia de imperio Cn. Pompei, in favore del conferimento dei pieni poteri a Pompeo per la guerra mitridatica. In questa occasione Pompeo era appoggiato dai cavalieri, interessati alla rapida risoluzione della guerra in Asia, mentre gli era contraria la maggioranza del senato. Il motivo dell'impegno di Cicerone in una causa ostile all'alta aristocrazia (che d'altronde era restìa ad accoglierlo tra le proprie file) sta nell'importanza che essa aveva per i pubblicani e gli affaristi, minacciati nei loro interessi da Mitridate VI. La provincia dell'Asia Minore, minacciata dal sovrano del Ponto, era, infatti, particolarmente attiva dal punto di vista dell'economia e del commercio.